# نشانه پرن

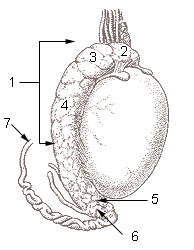
۱: اپیدیدیم ۲: سرِ اپیدیدیم ۳: لوبول‌های اپیدیدیم ۴: تنهٔ اپیدیدیم ۵: دم اپیدیدیم ۶: مجرای اپیدیدیم ۷: مجرای خارج‌کننده (داکتوس دفرانس یا مجرای وابران)

نشانهٔ پرن (انگلیسی: Prehn's sign) که به افتخار اورولوژیست برجستهٔ آمریکایی «داگلاس تی. پرن» نام‌گذاری شده است، یک شاخص تشخیصی پزشکی است که زمانی اعتقاد بر این بود به تعیین اینکه آیا درد بیضه ناشی از اپیدیدیمیت حاد است یا ناشی از پیچش بیضه است، کمک می‌کند. اگر چه بالا رفتن کیسه بیضه هنگام افتراق اپیدیدیمیت از پیچ‌خوردگی بیضه دارای ارزش بالینی است، اما نشان داده شده است که علامت پرن نسبت به سونوگرافی داپلر برای رد پیچش بیضه ارزش تشخیصی کمتری دارد.
برای انجام این معاینه، پزشک بیضه فرد را بالا می‌آورد (بلند می‌کند). اگر بلند کردن فیزیکی بیضه‌ها درد را تسکین دهد مشکل فرد احتمالاً اپیدیدیمیت است، چون اگر دلیل درد بیضه، پیچ‌خوردگی‌اش باشد، با این کار درد کمتر نمی‌شود. به عبارت دیگر:
- نشانهٔ پرن منفی به معنای عدم تسکین درد با بلند کردن بیضه آسیب دیده است، و به نفع تشخیص پیچش بیضه است که یک اورژانس جراحی محسوب می‌شود و باید ظرف ۶ ساعت جراحی و برطرف شود.
- نشانهٔ پرن مثبت یعنی با بلند کردن بیضه آسیب‌دیده، درد آن تسکین می‌یابد که به نفع تشخیص اپیدیدیمیت حاد است.